# Kjetil Bjørlo
Kjetil Bjørlo, född den 27 mars 1968, är en norsk orienterare som tog två brons vid VM 1997.